# The X-Files: Season 10
The X-Files: Season 10 è una serie a fumetti composta da venticinque numeri scritti da Joe Harris e pubblicati dal 19 giugno 2013 al 1 luglio 2015 che fungono da continuazione alla serie televisiva X-Files.
Chris Carter,  creatore della serie televisiva, è stato produttore esecutivo della serie a fumetti ed ha contribuito ad alcuni elementi nelle storie a fumetti.
La serie non ha nulla a che fare con la decima stagione di X-Files realizzata nel 2016.

## Realizzazione
Nei primi mesi del 2013 venne annunciato che X-Files sarebbe tornato sotto forma di fumetto con il titolo "Season 10". Joe Harris ha scritto la serie e Michael Walsh e Jordie Bellaire hanno provveduto ai disegni insieme a Matthew Dow Smith che sostituì Walsh nell'undicesimo numero. La serie ha continuato la mitologia della serie televisiva, con il primo arco narrativo che ha cercato di "portare la mitologia della cospirazione aliena ad un periodo più paranoico rispetto alla società post Wikileaks." Inoltre sono stati creati dei sequel di popolari episodi monster of the week.
Chris Ryall della IDW Publishing contattò Harris e gli chiese se fosse interessato ad un adattamento a fumetti della serie. Harris, che era un fan accanito di X-Files, si rintanò in casa per un paio di giorni per buttare giù qualche idea che vennero approvate quando le presentò alla IDW. Harris ha poi cercare l'approvazione dalla Fox, proprietaria dei diritti della serie e "get them excited about the direction". Harris incontrò poi il creatore della serie, Chris Carter, che accettò di essere il produttore esecutivo dei fumetti.
Carlos Valenzuela ha realizzato le copertine dei primi nove numeri della serie, mentre Francesco Francavilla ha realizzato le restanti.

## Numeri
- Believers, Part 1
- Believers, Part 2
- Believers, Part 3
- Believers, Part 4
- Believers, Part 5
- Hosts, Part 1
- Hosts, Part 2
- Being for the Benefit of Mr. X
- Chitter
- More Musings of a Cigarette Smoking Man
- The X-Files Annual 2014
- Pilgrims, Part 1
- Pilgrims, Part 2
- Pilgrims, Part 3
- Pilgrims, Part 4
- Pilgrims, Part 5
- Immaculate, Part 1
- Immaculate, Part 2
- Monica & John
- G-23, Part 1
- G-23, Part 2
- X-Mas Special
- Elders, Part 1
- Elders, Part 2
- Elders, Part 3

## Premi e nomination
Season 10 ottenne due nominations ai Diamond Gem Awards come "Miglior nuova serie a fumetti del 2013" e "2013 Licensed Comic of the Year" (numero #1).
Jordie Bellaire vinse nel 2014 l'Eisner Award for Best Coloring per il suo lavoro nella serie.

## Sequel
Dato il grande successo della serie ne è stata realizzata una continuazione: The X-Files: Season 11.